# Erik (lutador)
Raymond Rowe (Cleveland, 21 de agosto de 1984) é um lutador de luta profissional estadunidense que atualmente trabalha para a WWE, no programa Raw, sob o nome de ringue Erik. Ele é mais conhecido pelo seu trabalho na Ring of Honor, onde ele e o seu parceiro de dupla Hanson (coletivamente conhecidos como War Machine na ROH, agora Viking Raiders na WWE) foram IWGP Tag Team Champions e Campeões Mundiais de Duplas da ROH.

## Carreira na luta profissional

### Início de carreira (2003–2013)
Rowe foi treinado por Josh Prohibition e Lou Marconi. Ele estreou no circuito independente em maio de 2003.

### Ring of Honor (2013–2017)
Rowe fez sua estréia pela Ring of Honor em 1 de junho de 2013 sendo derrotado por Bobby Fish. Depois disso, ele retornou à ROH em 4 de janeiro de 2014, como parte do Torneio Top Prospect daquele ano e derrotou Kongo na luta da primeira rodada. Depois de conseguir avançar para as finais, Rowe foi derrotado e acabou perdendo o torneio para Hanson. Apesar disso, Rowe começou a atuar regularmente para a ROH após o torneio além de formar a dupla War Machine com Hanson em 4 de abril de 2014.
Em agosto, Rowe foi gravemente ferido em um acidente de moto e ficou fora de ação por vários meses. Em 1 de março de 2015, Rowe fez o seu retorno para a ROH no Show de 13º aniversário da promoção ajudando o seu parceiro Hanson depois do evento principal pelo Campeonato Mundial da ROH. Em 22 de agosto, War Machine derrotou Killer Elite Squad (Davey Boy Smith Jr. e Lance Archer) em uma luta sem o título em jogo, logo após os desafiando pelo GHC Tag Team Championship, título da promoção japonesa Pro Wrestling Noah. A War Machine recebeu sua chance pelo título no Japão em 19 de setembro, mas foram derrotados para a Killer Elite Squad. Em 18 de setembro no Final Battle, a War Machine derrotou The Kingdom (Matt Taven e Michael Bennett) para conquistar o Campeonato Mundial de Duplas da ROH. Eles perderam o título para The Addiction (Christopher Daniels e Frankie Kazarian) em 9 de maio de 2016, no War of the Worlds. A War Machine deixou a ROH em 16 de dezembro de 2017.

### Japão (2015–2018)
Em 14 de setembro de 2015, Rowe e Hanson fizeram sua estréia pela promoção japonesa Pro Wrestling Noah, fazendo equipe com Takashi Sugiura em uma luta six-man tag team no evento principal, onde eles derrotaram Suzuki-gun (Davey Boy Smith Jr., Lance Archer e Minoru Suzuki). Isso levou a uma luta cinco dias depois, onde a War Machine desafiou sem sucesso Smith e Archer pelo GHC Tag Team Championship.
Em novembro de 2016, a War Machine fez sua estréia na New Japan Pro Wrestling (NJPW) após entrarem no World Tag League de 2016. Eles acabaram o torneio em 7 de dezembro com um recorde de quatro vitórias e três derrotas, falhando em avançar para a final.
Em 9 de abril de 2017, no Sakura Genesis 2017, a War Machine derrotou Tencozy (Hiroyoshi Tenzan e Satoshi Kojima) para conquistar o IWGP Tag Team Championship. Eles perderam o título para Guerrillas of Destiny (Tama Tonga e Tanga Loa) em 11 de junho no Dominion 6.11 in Osaka-jo Hall, recuperando-o em uma luta sem desqualificações em 1 de julho no G1 Special in USA. Eles perderam o título para Killer Elite Squad em uma three-way match, que também envolvia Guerrillas of Destiny, em 24 de setembro no Destruction in Kobe.

### WWE (2018–presente)
Em 16 de janeiro de 2018, a WWE, via WWE.com, anunciou que Rowe havia assinado um contrato com a companhia e seria mandado para o WWE Performance Center. Em 11 de abril de 2018, episódio do NXT, ele e Hanson, agora chamados de War Raiders, fizeram sua estréia na televisão, atacando Heavy Machinery (Otis Dozovic e Tucker Knight) e a equipe de Riddick Moss e Tino Sabbatelli. Os War Raiders conquistaram o Campeonato de Duplas do NXT em 26 de janeiro de 2019, no NXT TakeOver: Phoenix, após derrotarem The Undisputed Era.

## Vida pessoal
Rowe casou-se com a também lutadora profissional da WWE Sarah Logan em 2018.

## No wrestling
- Movimentos de finalização

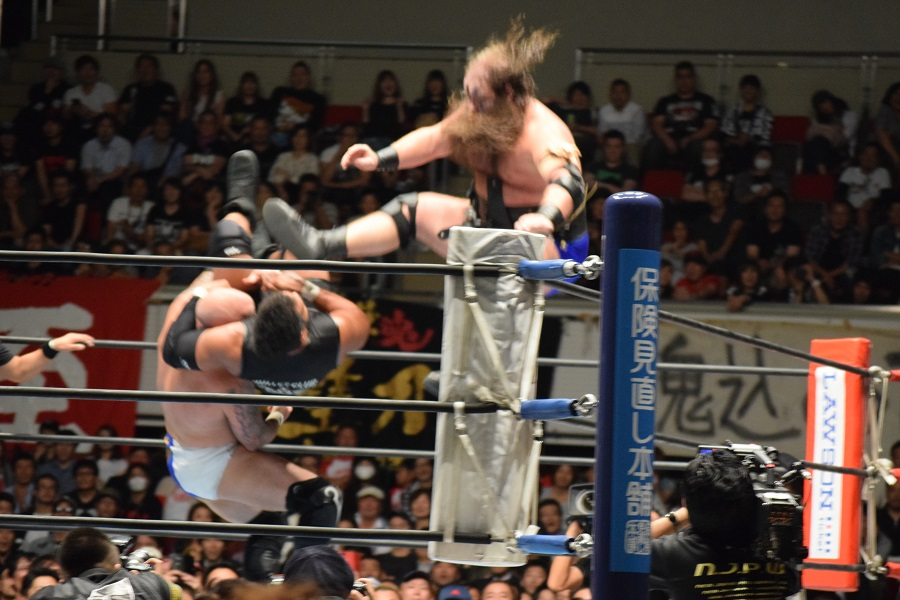
War Machine aplicando um Fallout em Tanga Loa.

  - Death Rowe (Full nelson com o oponente levantado enquanto chuta a cabeça do oponente)[21]
- Movimentos secundários
  - Double leg takedown seguido de um waist-lock takedown[22][23]
  - Forearm smash[24][25][26]
  - Múltiplas variações de suplex
    - Exploder[27]
    - High-angle belly-to-back[24][25]
    - Overhead belly-to-belly[22][23][27]
    - Saito[28]

  - Shotgun Knees (Running double knee strike)
  - Suicide dive[27][29]
- Com Hanson
  - Movimentos de finalização da dupla
    - Fallout (Belly-to-back suplex (Rowe) / diving leg drop (Hanson))[30]

  - Movimentos secundários da dupla
    - Double chokeslam[30]
    - Hanson ataca um oponente caído com um powerbomb em Rowe[26][30]
- Apelidos
  - "Death Rowe"[3]
  - "Mr. Right"[3]
- Temas de entrada
  - "Am I Evil?" por Metallica[3]
  - "Blood and Tears" por Eric Baumont and Jean-Michel Bacou
  - "Death Rowe" por Dog Race[31]

## Títulos e prêmios
- Anarchy Championship Wrestling

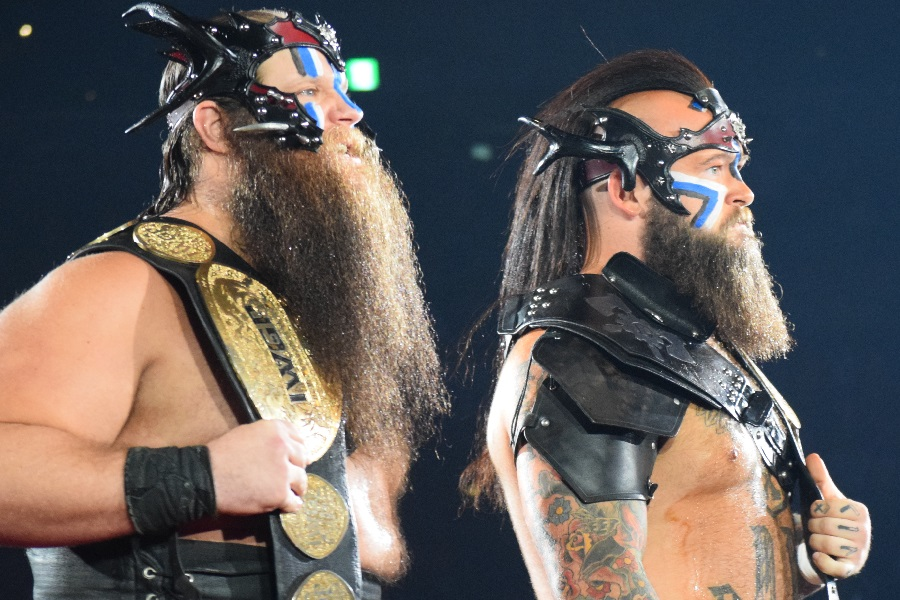
Rowe e Hanson como IWGP Tag Team Champions.

  - Anarchy Heavyweight Championship (1 vez)
  - World Hardcore Championship (1 vez)[32]
- Absolute Intense Wrestling
  - AIW Absolute Championship (1 vez)[33]
  - J.T. Lightning Tournament (2015)[34]
- Brew City Wrestling
  - BCW Tag Team Championship (1 vez) – com Hanson
- Cleveland All-Pro Wrestling
  - CAPW Heavyweight Championship (1 vez)[35]
  - CAPW Tag Team Championship (1 vez) – with Jason Bane[35]
- Firestorm Pro Wrestling
  - Firestorm Pro Heavyweight Championship (1 vez)
- International Wrestling Cartel
  - IWC World Heavyweight Championship (1 vez)
  - IWC Tag Team Championship (1 vez) – com J-Rocc[36]
- New Japan Pro Wrestling
  - IWGP Tag Team Championship (2 vezes) – com Hanson[17][19]
- NWA Branded Outlaw Wrestling
  - NWA BOW Heavyweight Championship (1 vez)[37][38]
  - NWA BOW Outlaw Championship (1 vez)
- NWA Lone Star
  - NWA Lone Star Junior Heavyweight Championship (1 vez)
  - NWA Lone Star Tag Team Championship (1 vez) – com Jax Dane[39]
- NWA Wrestling Revolution
  - NWA Grand Warrior Championship (2 vezes)
- Pro Wrestling Illustrated
  - PWI classificou-o em #97 dos 500 melhores lutadores individuais na PWI 500 em 2016[40]
- Ring of Honor
  - ROH World Tag Team Championship (1 vez) – com Hanson[10]
- VIP Wrestling
  - VIP Heavyweight Championship (2 vezes)[41]
  - VIP Tag Team Chanpionship (1 vez) – with Hanson[42]
- What Culture Pro Wrestling
  - WCPW Tag Team Championship (1 vez) – with Hanson[43]
- WWE
  - NXT Tag Team Championship (1 vez) – com Hanson
  - RAW Tag Team Championship ( 1 vez,atual) – com Ivar